# Anarytropteris
Anarytropteris är ett släkte av insekter. Anarytropteris ingår i familjen vårtbitare.
Kladogram enligt Catalogue of Life:
| Anarytropteris | \| \| Anarytropteris chirinda \| \| \| \| \| \| Anarytropteris fallax \| \| \| \| |
|                | \| \| Anarytropteris chirinda \| \| \| \| \| \| Anarytropteris fallax \| \| \| \| |
|                | Anarytropteris chirinda                                                           |
|                |                                                                                   |
|                | Anarytropteris fallax                                                             |
|                |                                                                                   |